# Banco Popular do Rio Grande do Sul
Banco Popular do Rio Grande do Sul foi um banco comercial do Rio Grande do Sul fundado em 1919 .
Foi fundado em 6 de agosto de 1919, no salão da Associação Comercial de Porto Alegre, com a finalidade de tornar-se um banco popular, não apenas pela origem de seus clientes, mas também pela pulverização de suas ações entre um grande número de pessoas - tinha mais de 1500 acionistas.
A criação do banco foi iniciativa basicamente católica, o monsenhor Luís Mariano da Rocha, vigário geral da Arquidiocese de Porto Alegre era membro do conselho fiscal.(o vigário geral do arcebispado de Porto Alegre era um de seus iniciadores). Nos anos 20 realizou um enorme esforço de expansão pelo interior do Rio Grande do Sul.
Devido à falta de capital, gerada pela Crise de 1929, faliu com estardalhaço em 1930. O pedido de falência foi apresentado em 16 de abril de 1930, após experimentar uma corrida desenfreada por parte de seus depositantes, depois de  rumores de anormalidade quanto à atuação do banco. O volume de recursos solicitados nas caixas chegou a atingir quase a metade do capital realizado do banco. Sua quebra teve repercussão profunda no meio bancário local, causando forte abalo na confiança da população, o que acelerou a crise por que já passava o Banco Pelotense, o qual faliu no ano seguinte.
Era a primeira experiência de falência de uma instituição bancária gaúcha, depois de mais de 30 anos da quebra da Casa Bancária Claussen, no século anterior.